# Jagjeetpur
Jagjeetpur es una ciudad censal situada en el distrito de Haridwar,  en el estado de Uttarakhand (India). Su población es de 15043 habitantes (2011). Se encuentra a orillas del río Ganges.

## Demografía
Según el censo de 2011 la población de Jagjeetpur era de 15043 habitantes, de los cuales 7917 eran hombres y 7126 eran mujeres. Jagjeetpur tiene una tasa media de alfabetización del 86,11%, superior a la media estatal del 78,82%: la alfabetización masculina es del 91,95%, y la alfabetización femenina del 79,60%.